# 儚くも永久のカナシ
「儚くも永久のカナシ」（はかなくもとわのカナシ）は、UVERworldの12作目のシングル。2008年11月19日にgr8!recordsから発売された。

## 概要
表題曲「儚くも永久のカナシ」は、MBS・TBS系アニメ『機動戦士ガンダム00(セカンドシーズン)』前期（第2話から第13話まで）オープニングテーマ（第1話ではエンディングテーマとして使用）に使用された。テレビCMではすでに放送されており、前作「恋いしくて」に先がけて公開された。「激動」以来のアニメタイアップとなる。
通常盤・初回生産限定盤のほかに、期間限定でガンダム00盤が発売された。3形態での展開はバンドとして本作が初となる。
シングル・アルバムを通じ、自身初のオリコンチャート1位を獲得。初動売上はシングルとしては初となる10万枚超を記録、シングルにおける自身最大のヒット作（収録されたアルバムをも上回っている）となった。また、『機動戦士ガンダム00』シリーズのテーマソングとしても同じく最大のヒットを記録した。
2008年の年間オリコンシングルチャートにて40位にランクイン。デビューシングル「D-tecnoLife」以来となる年間シングルチャート100位以内を10thシングル「激動/Just break the limit!」（72位）と共に達成。同時に、年間シングルランキングにおいて最高位だったデビュー・シングル「D-tecnoLife」の99位を大きく更新した。
キャッチコピーは、『その愛が、憎しみに変わる前に…』。

## 収録内容

### 初回生産限定盤・通常盤
| 全作詞: TAKUYA∞、全編曲: UVERworld & 平出悟。 |                        |           |                |      |
| #                                             | タイトル               | 作詞      | 作曲           | 時間 |
| 1.                                            | 「儚くも永久のカナシ」 | TAKUYA∞   | 克哉 / TAKUYA∞ | 4:09 |
| 2.                                            | 「体温」               | TAKUYA∞   | TAKUYA∞        | 4:43 |
| 3.                                            | 「ハルジオン」         | TAKUYA∞   | 彰 / TAKUYA∞   | 4:52 |
| 合計時間:                                     | 合計時間:              | 合計時間: | 13:44          |      |

| #  | タイトル                                  | 作詞 | 作曲・編曲 |
| -- | ----------------------------------------- | ---- | ---------- |
| 1. | 「PROGLUTION TOUR 2008 Additional order」 |      |            |

### ガンダム00盤
| #         | タイトル                             | 作詞  | 作曲・編曲 | 時間 |
| --------- | ------------------------------------ | ----- | ---------- | ---- |
| 1.        | 「儚くも永久のカナシ」               |       |            | 4:09 |
| 2.        | 「体温」                             |       |            | 4:43 |
| 3.        | 「ハルジオン」                       |       |            | 4:52 |
| 4.        | 「儚くも永久のカナシ (アニメ ver.)」 |       |            | 1:35 |
| 合計時間: | 合計時間:                            | 15:19 |            |      |

## 楽曲・内容解説
CD
1. 儚くも永久のカナシ
MBS・TBS系アニメ『機動戦士ガンダム00(セカンドシーズン)』第1期オープニングテーマ。2008年8月9日のソニー・ミュージックレコーズによる公式発表の時点では「儚クモ永久のカナシ」と、一部がカタカナ表記だったが、メンバーの意向により現在の表記に改められた。「カナシ」（漢字で「愛し」）とは古文での“愛”を意味し、人間の普遍的感情である"永久の愛"をテーマとした楽曲。キャッチコピーおよび歌詞の一部は、『機動戦士ガンダム00』の登場人物であるグラハム・エーカー（主人公のライバル的存在）がファーストシーズン最終話で発した「愛を超越すれば、それは憎しみとなる」という台詞に酷似している。また、『機動戦士ガンダム00(セカンドシーズン)』第17話予告にて「愛が憎しみに変わる前に」という、この曲のキャッチフレーズが使われたが、その時点でのオープニングテーマは、ステレオポニーの「泪のムコウ」であった。
PVはストップモーション・アニメーションを導入し、写真のみで構成されている。撮影はセットではなく、東京渋谷のレストランカフェで行われた。大喜多正毅が監督を務めている。発売前の10月4日より公式携帯サイトにて着うたとメロディコールが配信されている。2025年現在、バンド史上最大のヒットシングルであるが、ライブではあまり演奏されない。2010年、宮野真守によってカバーされている。
2. 体温
アコースティック・ギター一本で披露できる曲を目指し制作した。実体験をもとにした楽曲ではない。
3. ハルジオン
「人生」をテーマとした楽曲。地元の仲間についても言及している。TAKUYA∞曰く「今までにない曲」。
4. 儚くも永久のカナシ (アニメ ver.)
ガンダム00盤のみ収録。MBS・TBS系テレビアニメ『機動戦士ガンダム00(セカンドシーズン)』のオープニングと同じ演奏時間である。

DVD
1. PROGLUTION TOUR 2008 Additional order
2008年3月18日から4月19日にかけ開催された『UVERworld PROGLUTION TOUR 2008』における、4月9日の『NHKホール』で行われた公演を一部収録した映像（「Revolve」「EMPTY96」「GROOVY GROOVY GROOVY」を収録）。「GROOVY GROOVY GROOVY」は、2枚目のライブDVD『PROGLUTION TOUR 2008』に収録されたが、ほか2曲は未収録である。

## 収録アルバム
1. 儚くも永久のカナシ
  - 4thスタジオ・アルバム『AwakEVE』
  - 1stベスト・アルバム『Neo SOUND BEST』
  - 2ndベスト・アルバム『ALL TIME BEST -FAN BEST- (EXTRA EDITION)』
  - コンピレーション・アルバム『機動戦士ガンダム00 COMPLETE BEST』
2. 体温
  - 2ndベスト・アルバム『ALL TIME BEST -BALLADE BEST(Re-recording)-』
3. ハルジオン
  - 4thスタジオ・アルバム『AwakEVE』にアルバムバージョンとして「ハルジオン (2nd-MIX)」を収録。

## カバー
- Abyssmare - ゲーム『D4DJ Groovy Mix』収録（2024年5月15日配信）